# Палеокастро (Ираклион)
Палео́кастро (Палеокастрон, греч. Παλαιόκαστρο — «старая крепость») — деревня в Греции, на северном побережье Крита. Расположена в 9 км к северо-западу от Ираклиона, на западном побережье бухты Ираклион, к востоку от деревни Родья. Входит в сообщество Родья в общине Малевизи в периферийной единице Ираклион в периферии Крит. Население 255 человек по переписи 2011 года.

## История

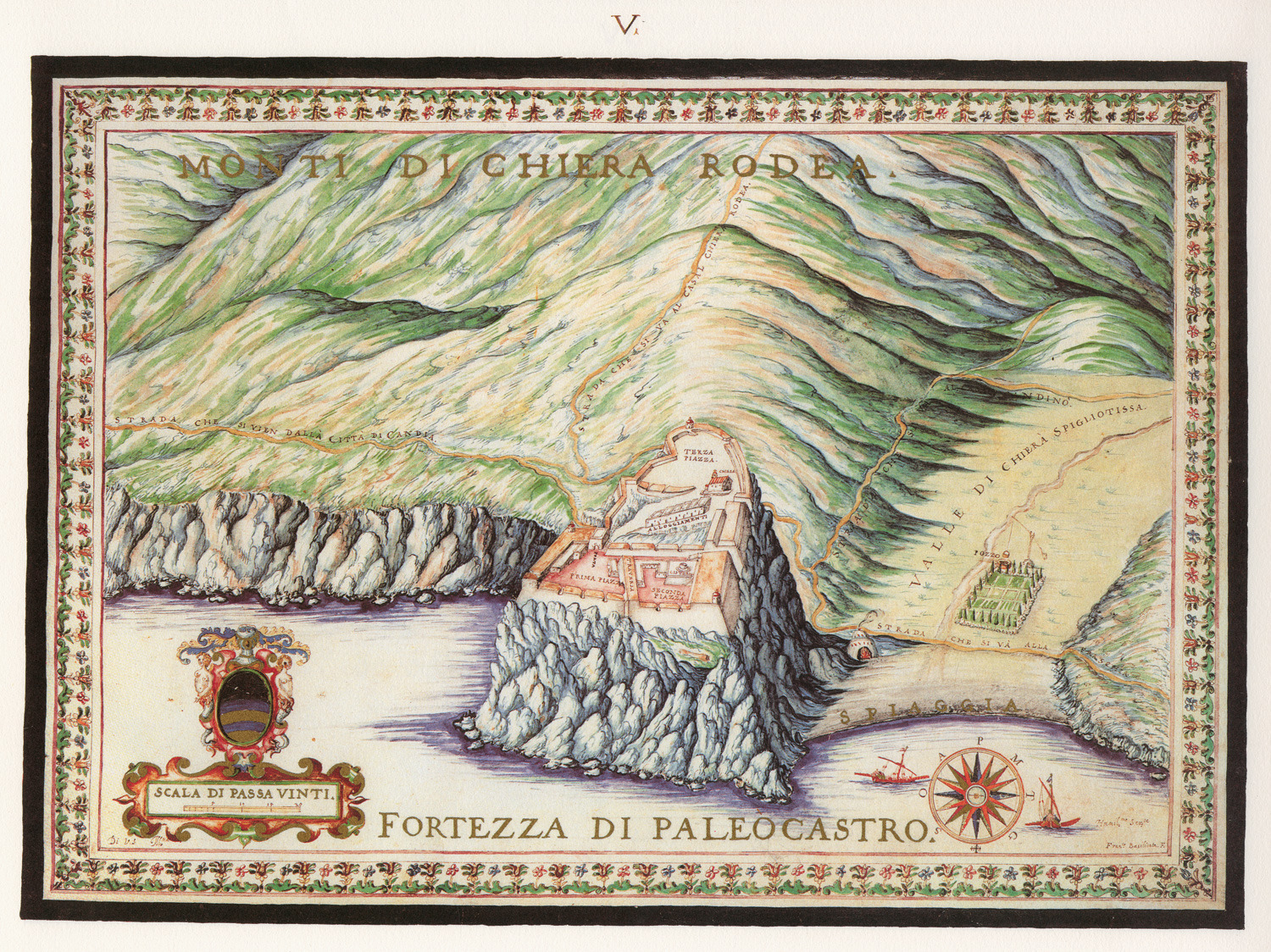
Крепость Палеокастро. Рисунок Франческо Базиликаты, 1618

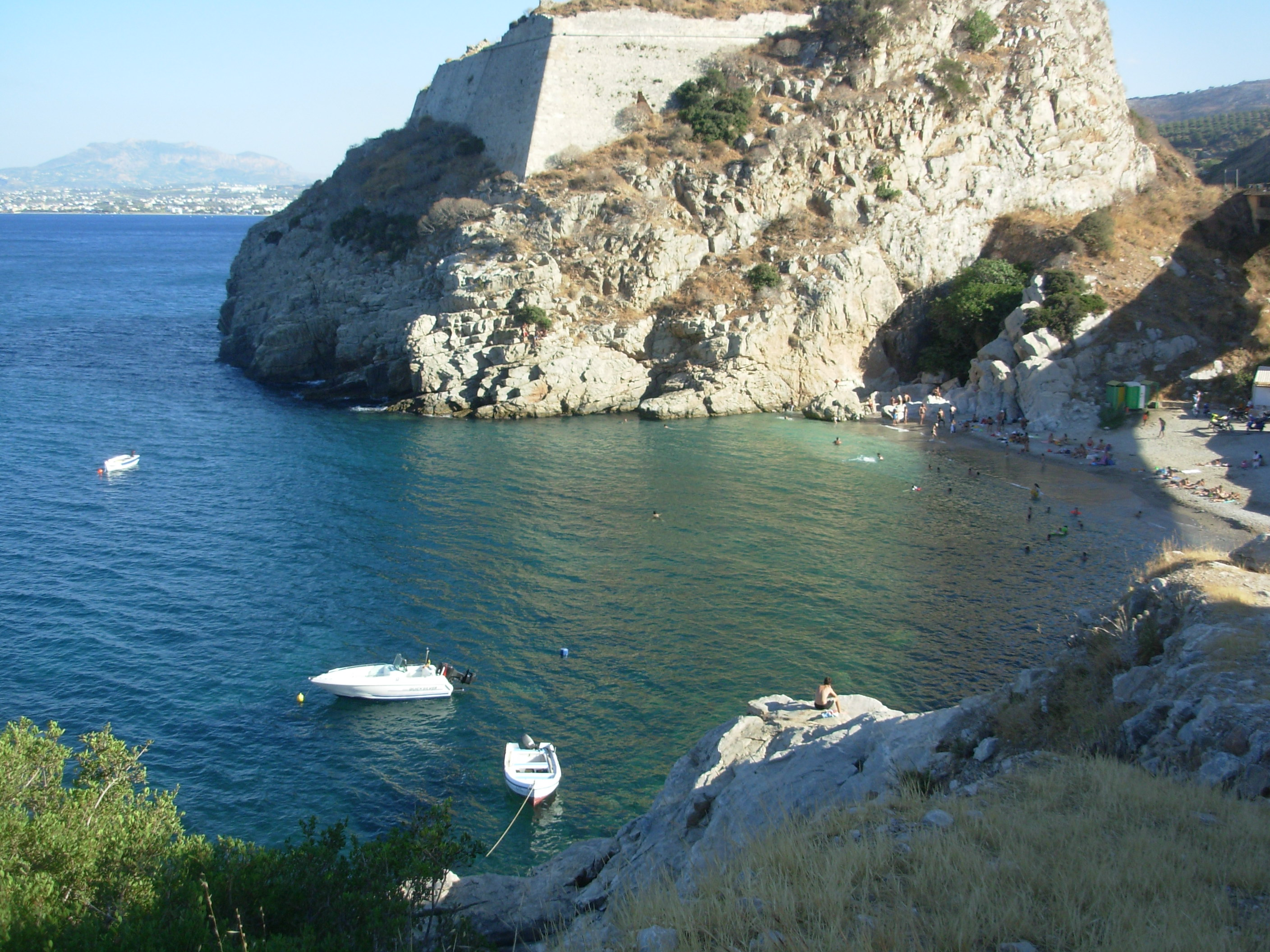
Крепость Палеокастро

Название получила от мощной треугольной венецианской крепости, расположенной на высокой скале и защищавшей бухту и город Ираклион. В 1206 году самозваный граф Мальтийский, генуэзский пират Энрико Пескаторе с боем отнял Крит у венецианцев и укрепил его, построив 14 крепостей. Одной из крепостей, им построенных был Палеокастро. В 1211 году венецианцы завоевали Крит. Энрико Пескаторе оставался в Палеокастро, пока не покинул Крит. Крепость была перестроена венецианцами в конце XVI века после турецко-венецианской войны 1570—1573 гг. Перестройка была начата в 1573 году под руководством инженера Латино Орсини.
Самые ранние археологические находки в районе Палеокастро относятся к периоду до минойской цивилизации. Некоторые историки полагают, что крепость была построена на месте древнего акрополя города Кютей (Китеон, др.-греч. Κύταιον), упоминаемого Плинием. Сохранилась церковь Айос-Маркос (Святого Марка) и часть стен.

## Население
| Год  | Население, человек |
| ---- | ------------------ |
| 1991 | 75                 |
| 2001 | 86                 |
| 2011 | ↗ 255              |